# Deus’ Hochzeit
Deus’ Hochzeit (portugiesischer Originaltitel: As Bodas de Deus) ist eine groteske Tragikomödie des portugiesischen Regisseurs João César Monteiro aus dem Jahr 1998.

## Handlung
Der abgehalfterte Lebemann João de Deus ist am Ende angekommen. Inzwischen obdachlos, überreicht ihm ein Gesandter Gottes in einem kleinen Park unverhofft einen Koffer voller Geld. Er ist nun unermesslich reich. Plötzlich hört er einen Körper in den Teich des Parks fallen, sieht nach und kann die junge Joana vor dem Ertrinken retten. Er bringt sie in ein Kloster und kehrt zu seinem Koffer zurück, der dort glücklicherweise noch unangetastet steht.
Er geht später zum Kloster, um sich über den Gesundheitszustand Joanas zu erkundigen und dem Kloster finanziell großzügig unter die Arme zu greifen. Dort speist er mit Joana, die dort in der Kinderbetreuung arbeitet, und mit der Klostervorsteherin Mutter Bernarda. Später geht er mit Joana am Strand spazieren und teilt mit ihr einen Granatapfel, den er dort findet.
Einige Zeit später residiert er, inzwischen unter dem Namen Baron de Deus, in der Pousada de Santa Isabel in Estremoz. In seinem Zimmer bietet ihm mehr schlecht als recht eine Jongleurin eine Vorführung mit drei Orangen, und in der Küche hilft er dem Konditor bei einer Torte, die der spielverrückte Ölprinz Raschid für seine polnische Prinzessin Elena bestellt hat.
Deus und Prinz Raschid freunden sich nach dessen Ankunft an und sie vereinbaren eine Pokerpartie im Herrenhaus, das Deus nahe Lissabon gekauft hat. Dort verliert dann der Prinz eine enorme Summe, und die Prinzessin möchte nun Wetteinsatz sein. Deus gewinnt die Prinzessin und der Prinz verabschiedet sich von Deus und von seinem eigenen bisherigen Leben.
Um die Prinzessin zu unterhalten, aber auch um die Gesellschaft zu schockieren, macht Deus dann aus einer Aufführung von Verdis Oper La traviata im Teatro Nacional de São Carlos eine ausschweifende Orgie mit libertären Schwingungen. Diese zur Hochzeitsnacht gerierte Feier endet für Deus zwischen den Brüsten der Prinzessin, der er bereits halb schlafend verrät, wo er sein unerschöpfliches Vermögen aufbewahrt.
Am anderen Morgen wacht Deus auf und muss feststellen, dass Prinzessin Elena nicht nur mit dem Geld auf und davon ist, sondern ihm auch kein einziges Schamhaar dagelassen hat, was ihn besonders schmerzt. Dann durchsucht auch noch eine Abordnung der Sicherheitspolizei GNR mit deutschen Schäferhunden sein Anwesen und findet ein erstaunliches Waffenarsenal.
Deus wird daraufhin von der GNR festgenommen, der Kriminalpolizei überstellt und dort verhört. Danach wird er vorübergehend in ein Pflegeheim für psychiatrisch Kranke eingewiesen, das er bereits zur Genüge kennt. Bei einem Gespräch mit dem Direktor der Einrichtung, der mit Deus nur zu vertraut ist, stellt Deus erneut fest, dass ihm niemand glauben wird, wie er zu seinem Vermögen gekommen ist, nicht mal er selbst.
In dem runden Pflegeheim trifft er den Gesandten Gottes wieder, der ihn aber nicht erkennt, auch abstreitet, ihm das Geld überbracht zu haben, und sich stattdessen als Jesus nach der Wiederauferstehung ausgibt.
Vor Gericht verhält sich Deus nicht ganz korrekt und sagt danach aus, sich nicht der ihm vorgeworfenen Taten schuldig gemacht zu haben, trotz seines sündhaften Verhaltens. Er wird dennoch zu einer Haftstrafe verurteilt. Im Gefängnis besucht ihn Joana.
Am Ende seiner Haft erwartet ihn Joana am Ausgang des Gefängnisses. Sie brechen zusammen auf und Joana ruft nun das Ende der Komödie aus.

## Produktion und Rezeption
Der Film wurde 1998 u. a. in Lissabon, in der Nervenklinik Hospital Miguel Bombarda und in Estremoz gedreht und von der Filmproduktionsgesellschaft Madragoa Filmes (Portugal) in Koproduktion mit der Gemini Films (Frankreich) und dem öffentlich-rechtlichen portugiesischen Fernsehsender RTP produziert, mit finanzieller Unterstützung der portugiesischen Filmförderungsanstalt IPACA (heute ICA).
Seine Premiere feierte er am 20. Mai 1999 beim 52. Filmfestival von Cannes, wo er in der Sektion Un Certain Regard antrat. Er lief danach auf weiteren internationalen Filmfestivals, darunter das griechische Internationale Filmfestival Thessaloniki und das argentinische Festival Internacional de Cine de Mar del Plata, wo er den Hauptpreis gewann. Er war auch für einige Filmpreise nominiert, darunter die Globos de Ouro 2000. Die Cahiers du cinéma zählten den Film zu den zehn besten des Jahres 1999.
Nach einer Vorpremiere am 26. Oktober 1999 im Lissabonner Kino Monumental lief er am 5. November 1999 in den portugiesischen Kinos an, wo er mit 13.500 Zuschauern vergleichsweise erfolgreich war. Er lief auch in weiteren Ländern im Kino, neben Frankreich auch in Deutschland.

„Eine ungewöhnliche Liebesgeschichte voller Provokationen, die die Freiheit einer dem Zeitgeist entrückten Welt feiert. Der langsame, ganz in sich ruhende Film fasziniert durch seine penibel genau abgestimmte Farbkomposition, während der Regisseur und Hauptdarsteller mit den Augen eines liebenswerten Sonderlings auf ein sonderbares Leben schaut.“

As Bodas de Deus erschien er zunächst als VHS-Kassette bei Atalanta Filmes und 2003 dann als DVD bei Lusomundo, allein und als Teil einer Werkschau-DVD-Box.